# Dalzellia
Dalzellia là một chi thực vật có hoa trong họ Podostemaceae.

## Loài
Chi Dalzellia gồm các loài:
- Dalzellia angustissima M.Kato, 2006
- Dalzellia attapeuensis Koi & M.Kato, 2015
- Dalzellia ceylanica (Gardner) Wight, 1852
- Dalzellia gracilis C.J.Mathew, Jäger-Zürn & Nileena, 2001
- Dalzellia kailarsenii M.Kato, 2006
- Dalzellia microphylla Koi & M.Kato, 2015
- Dalzellia pseudoangustissima Koi & M.Kato, 2015
- Dalzellia ranongensis M.Kato, 2006
- Dalzellia sessilis (H.C.Chao) C.Cusset & G.Cusset, 1988
- Dalzellia sparsa Ampornpan, Werukamkul, M.Kato & Koi, 2016
- Dalzellia ubonensis M.Kato, 2006